# Niquelboussingaultita
La niquelboussingaultita és un mineral de la classe dels sulfats, que pertany al grup de la picromerita. Rep el seu nom pel seu contingut en níquel i la seva relació amb la boussingaultita.

## Característiques
La niquelboussingaultita és un sulfat de fórmula química (NH₄)₂Ni(SO₄)₂(H₂O)₆. Cristal·litza en el sistema monoclínic. La seva duresa a l'escala de Mohs és 2,5.
Segons la classificació de Nickel-Strunz, la niquelboussingaultita pertany a «07.C - Sulfats (selenats, etc.) sense anions addicionals, amb H₂O, amb cations de mida mitjana i grans» juntament amb els següents minerals: krausita, tamarugita, kalinita, mendozita, lonecreekita, alum-(K), alum-(Na), tschermigita, lanmuchangita, voltaïta, zincovoltaïta, pertlikita, amoniomagnesiovoltaïta, kröhnkita, ferrinatrita, goldichita, löweïta, blödita, niquelblödita, changoïta, zincblödita, leonita, mereiterita, boussingaultita, cianocroïta, mohrita, picromerita, polihalita, leightonita, amarillita, konyaïta i wattevil·lita.

## Formació i jaciments
Va ser descoberta al dipòsit de coure i níquel de Talnakh, situat a Norilsk, a Taimíria (Rússia). També ha estat descrita en dos indrets del comtat de Coconino, a l'estat d'Arizona (Estats Units): a la localitat de Cameron i a la prospecció d'urani de l'àrea de Gray Mountain; i en dos indrets també d'Alemanya: la pedrera Heimberg, a la localitat de Wolfshagen (Baixa Saxònia), i a la mina Anna, a la localitat d'Alsdorf (Rin del Nord-Westfàlia).